# 2004年亚足联亚洲杯决赛
2004年亚足联亚洲杯决赛于2004年8月7日，在中华人民共和国北京市北京工人体育馆举行，决出2004年亚洲杯冠军。
本届亚洲杯决赛中，曾被卷入换球门事件的日本队球员中田浩二在第66分钟手球破门引发争议，当值主裁却认定进球有效，最终中国队1-3负于日本队，赛后工體及日本駐華大使館外爆发冲突事件。